# Kitsap (chef amérindien)
Pour les articles homonymes, voir Kitsap.
Kitsap ou Ktsap est un chef de guerre de la tribu amérindienne Suquamish. Il aurait été l'un des chefs les plus puissants du Puget Sound de 1790 à 1845. Le  comté de Kitsap et la péninsule de Kitsap sont nommés d'après lui.
Son rôle ayant été important avant le début de l'implantation européenne dans le Puget Sound, l'histoire orale est la seule source de la plupart des informations sur Kitsap et beaucoup d'informations rapportées sont contradictoires. Il aurait été l'un des Indiens qui auraient été accueillis à bord du HMS Discovery par le capitaine britannique George Vancouver durant son expédition dans le Puget Sound. Certaines sources indiquent que sa maison est la Old Man House, la plus grande longhouse du Puget Sound, construite sur l'Agate Pass, alors que d'autres sources en débattent.
Il est connu comme ayant été à la tête de la plus grande coalition inter-tribale que le Puget Sound ait connue.  Vers 1825, les Indiens du Puget Sound, habituellement seulement organisés en bandes simples   formèrent une confédération sous le commandement de Kitsap pour se battre contre les tribus Cowichan du sud-est de l'île de Vancouver, qui effectuaient souvent des raids sur le Puget Sound.  Cependant, la flottille de Kitsap n'était pas de taille face aux plus grands canoës des Cowichans; Après avoir subi d'importantes pertes lors de combats maritimes, les Indiens du Puget Sound furent obligés de battre en retraite.  Kitsap fut l'un des quelques survivants de cette expédition malheureuse.
Des sources suggèrent que Kitsap était le frère de Schweabe, le père du Chef Seattle (qui a donné son nom à la ville de Seattle).
Un autre Kitsap, chef de la tribu Muckleshoot joua un rôle important dans les guerres indiennes de 1855-1856.  Comme son frère d'arme, Chef Leschi, Kitsap fut arrêté pour avoir pris part aux hostilités mais fut acquitté.  Connu pour se vanter de ses dons de guérisseur et de sa supposée invincibilité (il a affirmé qu'aucun homme ne pouvait le tuer), Kitsap de Muckleshoot fut tué peu après son retour dans sa tribu en 1860. Trois des membres de cette tribu étaient tombés malades et sont morts après que Kitsap leur eut administré un liquide rouge comme médecine ; des parents des trois hommes tuèrent alors Kitsap pour se venger ce qu'ils considéraient comme des meurtres et non comme des accidents.

## Source
- (en) Cet article est partiellement ou en totalité issu de l’article de Wikipédia en anglais intitulé « Chief Kitsap » (voir la liste des auteurs).